# Роггер, Ханс
Ханс Роггер (Hans Rogger; 9 сентября 1923, Херфорд, Северный Рейн-Вестфалия — 11 января 2002, Лос-Анджелес, Калифорния) — американский историк, специалист по императорской России и в особенности по ее российско-еврейской политике. Доктор философии (1956).
Эмерит-профессор Калифорнийского университета в Лос-Анджелесе, где трудился с 1961 года, заведовал кафедрой истории (1978-83). Одна из самых известных работ — Russia in the Age of Modernisation and Revolution, 1881—1917 (1983).

## Биография
Учился в местных немецких школах, пока они не были закрыты для евреев. Затем провел несколько месяцев в школе-интернате в Швейцарии, но был вынужден вернуться в Германию, когда евреям запретили высылать оттуда деньги. Находясь в Берлине, в ноябре 1938 года стал свидетелем «Хрустальной ночи». В 1939 году его родители вместе с ним и его младшим братом сумели покинуть Германию, и через Голландию и Англию добрались до Нью-Йорка. В 1941 году окончил George Washington High School (New York City).
После службы в ВМС США учился в Городском колледже Нью-Йорка и в 1948 году получил степень бакалавра в Sarah Lawrence College. В Гарварде (1948-50) получил степень магистра в области советологии и в 1956 году защитил дисс. на степень Ph.D. по началом Михаила Карповича. На основе диссертации в 1960 году вышла его книга National Consciousness in Eighteenth-Century Russia. С 1953 по 1961 преподавал в Sarah Lawrence College. В 1961 году поступил на кафедру истории Калифорнийского университета в Лос-Анджелесе. Вместе с Ойгеном Вебером стал редактором The European Right: A Historical Profile (Berkeley and Los Angeles: University of California Press, 1965) {Рец.}. С 1978 по 1983 год заведовал кафедрой истории. В 1982-85 годах директор Американской ассоциации славянских исследований.
Состоял в редсоветах Slavic Review и American Historical Review. Начав свои исследования с истории культуры России XVIII века, он со временем занялся всей современной российской историей.
В 1955 женился, в 1958 родился сын. Супруга являлась ему не просто женою, а интеллектуальной соратницей.